# Dan Pawlovich
Dan Pawlovich (Pennsylvania, 27 febbraio 1987) è un musicista e cantante statunitense, secondo batterista del gruppo rock americano Panic! at the Disco dal 2015 fino al loro scioglimento nel 2023.

## Biografia
Dopo aver terminato gli studi superiori, si iscrive al college e studia comunicazione ed audio per due anni. Dopo alcune esperienze, nel 2013 viene notato dal gruppo rock Panic! at the Disco e diventa assistente di Spencer Smith. Dopo che Smith abbandonò la band, Pawlovich divenne batterista per otto anni fino allo scioglimento del gruppo nel 2023.

## Vita privata
Pawlovich si è sposato nel 2018 con Maya Tuttle, dalla quale ha avuto un figlio di nome Reiko Junior.

## Discografia
- All My Friends We're Glorious (come tecnico)
- Death of a Bachelor (2016)
- Pray for the Wicked (2018)
- Viva Las Vengeance (2022)